# Baqtïyar Qojatajev
Baqtïyar Gabituly Qojatajev (Kazachs: Бақтияр Ғабитұлы Қожатаев) (Petropavl, 28 maart 1992) is een voormalig Kazachs wielrenner die tussen 2015 en 2018 reed voor Astana Pro Team, dat hem na 2014 overnam van Continental Team Astana, hun opleidingsploeg.
In de wegwedstrijd op de Olympische Spelen in Rio de Janeiro eindigde Qojatajev op plek 61, op twintig minuten van winnaar Greg Van Avermaet. Qojatajev reed deze wedstrijd met het rugnummer 1, omdat zijn landgenoot Aleksandr Vinokoerov, de winnaar van 2012, niet deelnam.

## Overwinningen
2012
Bergklassement Heydar Aliyev Anniversary Tour
2013
Bergklassement Triptyque des Monts et Châteaux
2015
2e etappe Ronde van Burgos (ploegentijdrit)
2016
1e etappe Ronde van Trentino (ploegentijdrit)
2017
 Aziatisch kampioen ploegentijdrijden, Elite

## Resultaten in voornaamste wedstrijden
| Jaar | Ronde van Italië | Ronde van Frankrijk | Ronde van Spanje |
| ---- | ---------------- | ------------------- | ---------------- |
| 2015 |                  |                     |                  |
| 2016 | 65e              |                     |                  |
| 2017 |                  | 93e                 |                  |

| Jaar |  | Wereldranglijsten |
| ---- |  | ----------------- |
| 2015 |  |                   |
| 2016 |  |                   |
| 2017 |  | 383e (UWT)        |

## Ploegen
- 2013 –  Continental Team Astana
- 2014 –  Continental Team Astana
- 2014 –  Astana Pro Team (stagiair vanaf 1-8)
- 2015 –  Astana Pro Team
- 2016 –  Astana Pro Team
- 2017 –  Astana Pro Team
- 2018 –  Astana Pro Team

Axmetov · Ayazbajev · Benfatto · Bïjigitov · Davïdenok · Fedosejev · Gackïy · Galejev · Ïşanov · Koelimbetov · Majdos · Okïşev · Panassenko · Pernebekov · Qojatajev · Rive · Scartezzini · Semenov · Şemyakïn
Agnoli · Aru · Božič · Brajkovič · Dyaçenko · Fominykh · Fuglsang · Gasparotto · Gavazzi · Groezdev · Guardini · Guarnieri · Hryvko · Huffman · V.Iglinski · M.Iglinski · Kamışev · Kangert · Kessiakoff · Landa · Loetsenko · Moeravjov · Nibali · Scarponi · Tiralongo · Tlewbajev · Vanotti · Westra · Zejts · Ayazbajev (stagiair) · Davïdenok (stagiair) · Qojatajev (stagiair)
Agnoli · Aru · Ayazbajev · Boom · Božič · Cataldo · De Vreese · Dyaçenko · Fominykh · Fuglsang · Groezdev · Guardini · Hryvko · Kamışev · Kangert · Landa · Loetsenko · López · Malacarne · Nibali · Qojatajev · Rosa · Sánchez · Scarponi · Taaramäe · Tiralongo · Tlewbajev · Vanotti · Westra · Zejts
Agnoli · Aru · Ayazbajev · Boom · Capecchi · Cataldo · De Vreese · Fominykh · Fuglsang · Groezdev · Guardini · Hryvko · Kamışev · Kangert · Loetsenko · López · Malacarne · Nibali · Ömirzaqov · Qojatajev · Rosa · Sánchez · Scarponi · Smukulis · Tiralongo · Tlewbajev · Vanotti · Westra · Zacharov · Zejts · Bïjigitov (stagiair) · Koelimbetov (stagiair)
Aru · Bilbao · Bïjigitov · Breschel · Cataldo · De Vreese · Fominykh · Fuglsang · Gatto · Groezdev · Hansen · Hryvko · Kamışev · Kangert · Korsæth · Loetsenko · López · Minali · Moser · Qojatajev · Sánchez · Scarponi · Stalnov · Tiralongo · Tlewbajev · Tsjernetski · Valgren · Zacharov · Zejts · Gïdïç (stagiair) · Lauk (stagiair)
Bilbao · Bïjigitov · Cataldo · Cort · De Vreese · Fominykh · Fraile · Fuglsang · Gatto · Gïdïç · Groezdev · Hansen · Hirt · Houle · Hryvko · Kangert · Korsæth · Loetsenko · López · Minali · Moser · Qojatajev · Sánchez · Stalnov · Tlewbajev · Tsjernetski · Valgren · Villella · Zacharov · Zejts